# Nycticeinops schlieffeni
Nycticeinops schlieffeni е вид бозайник от семейство Гладконоси прилепи (Vespertilionidae), единствен представител на род Nycticeinops.

## Разпространение
Видът е разпространен в Ангола, Бенин, Ботсвана, Буркина Фасо, Гана, Демократична република Конго, Джибути, Египет, Еритрея, Етиопия, Замбия, Зимбабве, Йемен, Камерун, Кения, Мавритания, Малави, Мали, Мозамбик, Намибия, Нигер, Нигерия, Саудитска Арабия, Свазиленд, Сенегал, Сомалия, Танзания, Того, Централноафриканска република, Чад, Южен Судан и Южна Африка.